# Perissomastix recurvata
Perissomastix recurvata är en fjärilsart som beskrevs av László Anthony Gozmány. Perissomastix recurvata ingår i släktet Perissomastix och familjen äkta malar. Inga underarter finns listade i Catalogue of Life.